# Hede Bühl

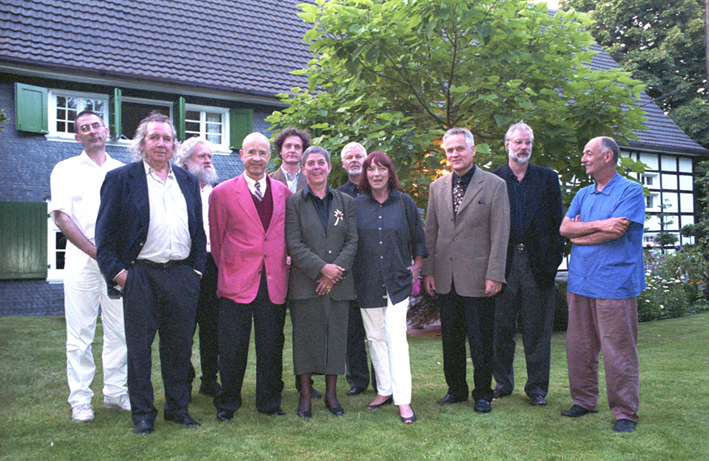
Hede Bühl (4. von rechts) unter Kollegen (1999)

Hede Bühl (* 8. Juni 1940 in Haan) ist eine deutsche Bildhauerin.

## Leben und Werk

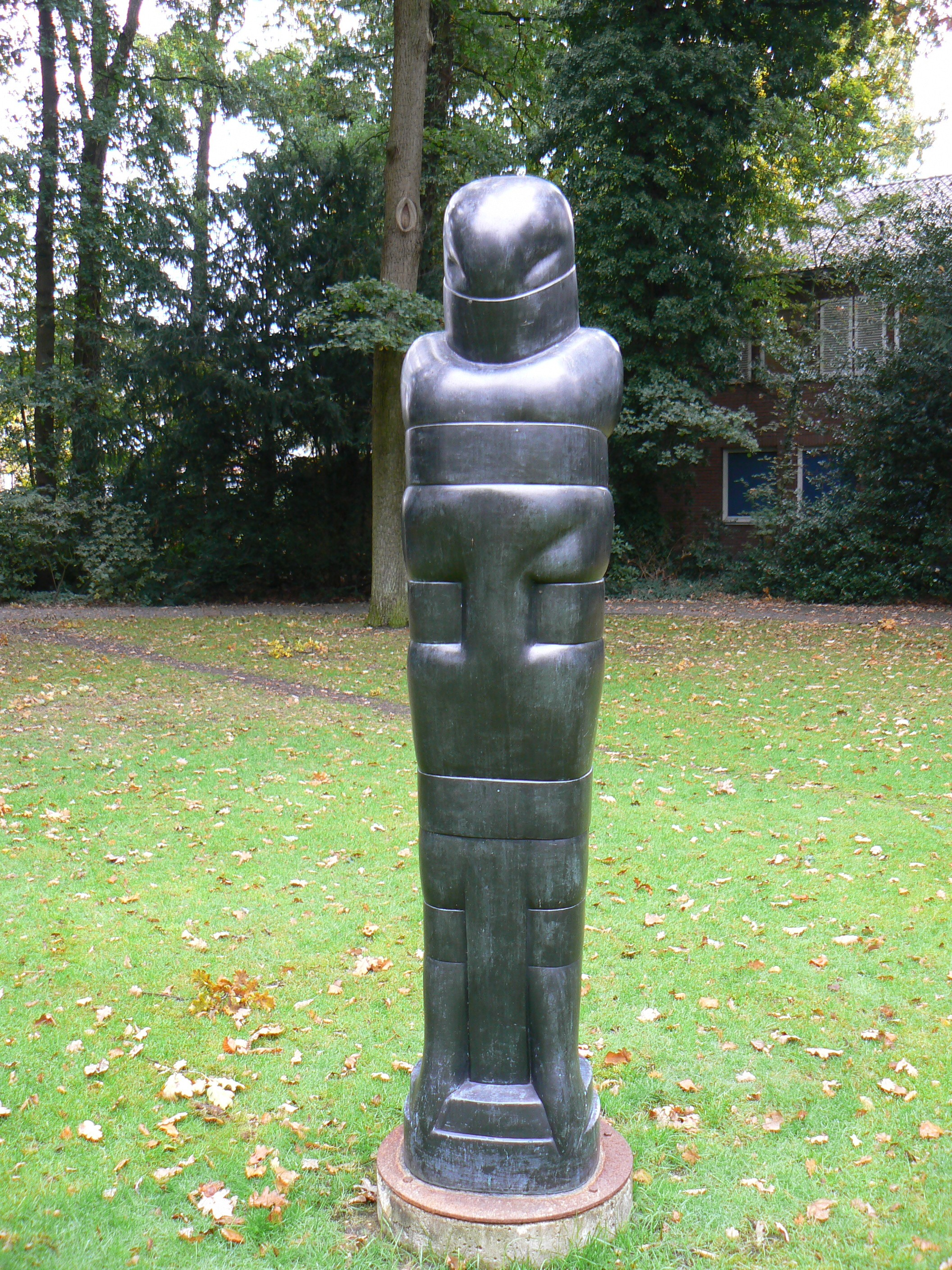
Große stehende Figur, 1971, Nordhorn (Foto: 2007)

Früh gefördert wurde Bühl durch Martin Paatz, der sich als Pensionär in ihrer Nachbarschaft in Hilden, wo sie mit Mutter und Schwester aufwuchs, niedergelassen hatte. An der Kunstakademie Düsseldorf, die sie nach dem Städtischen Gymnasium Vohwinkel besuchte, war sie eine Schülerin von Josef Mages und Joseph Beuys. Zeitweilig arbeitete sie im Atelier von Ewald Mataré mit.
Sie lebt und arbeitet in Düsseldorf. In ihren Skulpturen aus Stein oder Metall setzt sich die Künstlerin mit dem menschlichen Körper und vor allem mit dem Kopf auseinander. In ihren monumentalen Werken sind die menschlichen Körper verstümmelt, gefesselt oder geknebelt. Bekannt ist unter anderem ihre am 2. Mai 1984 vor dem Rathaus auf dem Burgplatz in Duisburg aufgestellte Bronzeplastik  zur Erinnerung an alle Männer und Frauen der Gewerkschaften, die Opfer des nationalsozialistischen Regimes wurden. Ihr Werk wurde ausgezeichnet mit dem Käthe-Kollwitz-Preis der Akademie der Künste (Berlin), dem Villa-Romana-Preis (Florenz), dem Villa Massimo Stipendiat (Rom) und dem Großen Preis für Skulpturen der Triennale Neu-Delhi.
Hede Bühl ist Mitglied im Deutschen Künstlerbund; sie lebt und arbeitet seit 1980 in der Künstlersiedlung in Düsseldorf-Golzheim, Franz-Jürgens-Straße 10.